# Scytalopus diamantinensis
Scytalopus diamantinensis — вид горобцеподібних птахів родини галітових (Rhinocryptidae). Описаний у 2007 році на основі польових досліджень, проведених у 2006 році, та подальшого аналізу зразків, вокалізації та мітохондріальної ДНК.

## Поширення
Ендемік Бразилії. Поширений у регіоні Чапада Діамантіна у штаті Баїя на сході країни. Цей вид мешкає як у зрілих лісах, так і на вторинному порослі, на висоті 850—1600 м над рівнем моря.

## Спосіб життя
Він годується на землі або поблизу неї і харчується невеликими членистоногими, в основному комахами. Розмноження відбувається наприкінці весни.